# Pantydia capistrata
Pantydia capistrata är en fjärilsart som beskrevs av Lucas 1894. Pantydia capistrata ingår i släktet Pantydia och familjen nattflyn. Inga underarter finns listade i Catalogue of Life.

## Bildgalleri

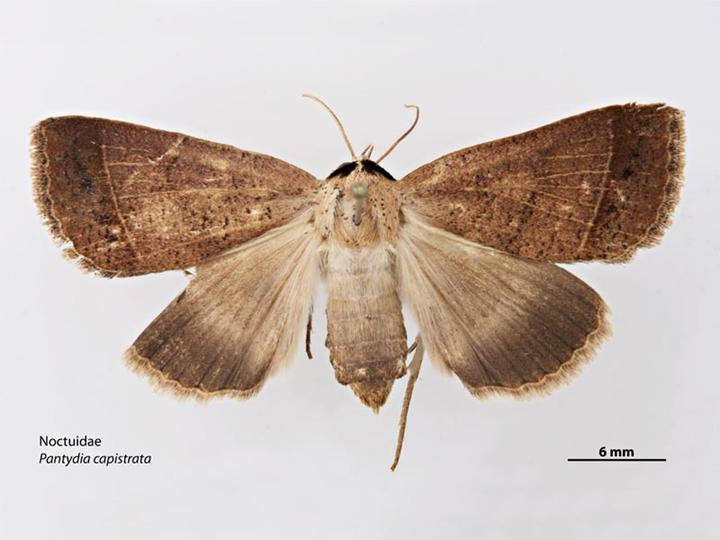
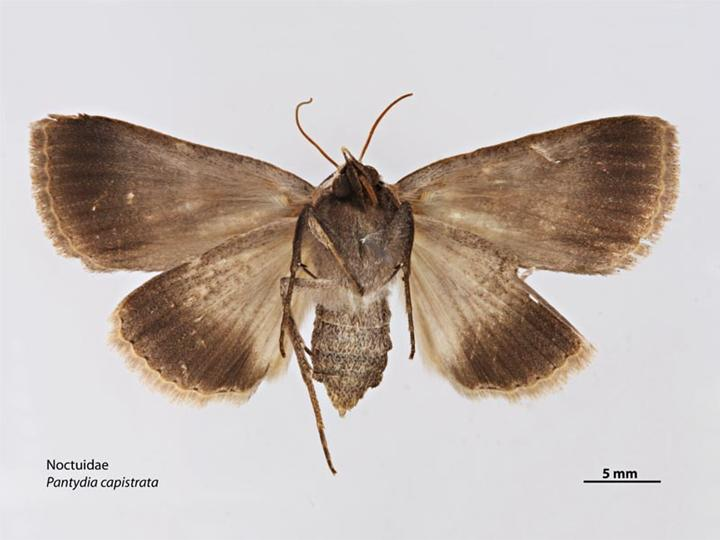